# Fucking Berlin
Fucking Berlin ist ein deutsches Filmdrama aus dem Jahr 2016. Regie führte Florian Gottschick, das Drehbuch basiert auf der gleichnamigen Autobiografie von Sonia Rossi.

## Inhalt
Sonia ist eine lebenslustige Studentin Anfang zwanzig, die in Berlin lebt. Sie studiert an der Freien Universität Mathematik und schlägt sich mit Nebenjobs durch den Alltag. Abends ist sie in der Berliner Clubszene unterwegs, in der sie einige One-Night-Stands erlebt, darunter ist auch der Barkeeper Milan. Eines Tages lernt Sonia im Mauerpark den Lebenskünstler Ladja kennen, einen jungen Mann mit polnischen Wurzeln. Sie verbringen viel Zeit miteinander und Ladja zieht bei ihr ein, doch wird nach und nach das Geld zum Leben, für Drogen und Partys knapp. Sonia verliert ihren Kellnerjob und Ladja gesteht ihr, früher auf dem Strich Geld verdient zu haben. Die Jobsuche gestaltet sich schwierig, Sonia findet schließlich eine Beschäftigung als Webcam-Girl. Das Paar lebt sich schlussendlich auseinander, weil sie viel Zeit bei ihrer neuen Arbeit – angeblich in einem Call-Center – und mit ihrem Studium verbringt.
Als ihr Chef das Studieren neben der Arbeit nicht mehr erlaubt, kündigt Sonia und meldet sich auf eine Annonce bei Anja. Diese betreibt am Kottbusser Tor in einer Plattenbauwohnung das Bordell „Oase“, in dem Sonia als Prostituierte anheuert. Neben ihrer neuen Tätigkeit, in der sie sich Mascha nennt, und dem Aufleben der Beziehung zu Ladja kommt nun ihr Studium zu kurz. Die anderen Prostituierten sind wie eine Familie für Sonia, aber nach einiger Zeit verkauft Anja das Bordell wegen des schlecht laufenden Geschäfts. Sonia erlebt in weiterer Folge auch die Schattenseiten ihrer Tätigkeit: brutale Freier und Gewissensbisse wegen ihres Doppellebens.
Nachdem Ladja und Sonia einem Freier auf der Straße begegnen, ahnt Ladja etwas von Sonias Geheimnis und versperrt nach einer Party in Milans Bar die Tür zur gemeinsamen Wohnung. Sonia verbringt mit Milan, den sie schon öfter getroffen hat, eine romantische Nacht, die er ihr mit viel Geld bezahlt, da er sie liebt und ihr ein Leben ohne Prostitution ermöglichen will. Sonias Studienkollegin und eigentlich beste Freundin Jule ist eifersüchtig und verrät an der Universität Sonias Geheimnis. Ihr ehemaliger Arbeitgeber übernimmt die „Oase“ und eröffnet sie unter neuem Namen und als Laufhaus. Die Konditionen verschlechtern sich rapide, sodass Sonia (alias Mascha) gezwungen ist, alle Kunden anzunehmen.
Als Ladja bei ihrer Arbeitsstelle erscheint, sieht er, dass Sonia als Prostituierte arbeitet. Er verlässt sie daraufhin und Sonia erkennt, dass sie ihre Grenzen in ihrem Leben überschritten hat. Milans Frau, mit der er bereits eine Tochter hat, ist wieder schwanger. Auch Sonia macht einen Schwangerschaftstest, der positiv ausfällt. Wer der Vater ist, bleibt offen.

## Hintergrund
Die Dreharbeiten fanden von September 2014 bis Dezember 2015 in Berlin statt.

## Kritik
„Frauenporträt, das sich um eine Darstellung von Prostitution jenseits gängiger Täter-Opfer-Schemata bemüht und zugleich ein Stimmungsbild des ‚Anything goes‘ in der deutschen Metropole entwirft, wobei die Inszenierung nicht ganz ohne Klischees auskommt.“